# Super Bowl XLIV
Super Bowl XLIV var en match i amerikansk fotboll, där vinnarna av National Football Conference (NFC), New Orleans Saints mötte vinnarna av American Football Conference (AFC), Indianapolis Colts, för att avgöra vilket lag som skulle bli mästare för säsongen 2009 av National Football League (NFL). Matchen vanns av Saints med 31–17 och den spelades på Sun Life Stadium i Miami Gardens, Florida. Matchen var Saints första och Colts fjärde Super Bowl. I Colts tidigare Super Bowl-matcher, alla i Miami, har de förlorat en gång (1967) och vunnit två (1971, 2007).
Saints hade 13 vinster och 3 förluster bakom sig från säsongen 2009, jämfört med Colts 14 vinster och 2 förluster. I slutspelet direktkvalificerades båda lagen till den andra omgången (en så kallad bye). Indianapolis Colts gick vidare till Super Bowl med vinster på 20–3 och 30–17, och New Orleans Saints med 45–14 (mot förra årets tvåa Arizona Cardinals) och 31–28. De inför matchen regerande mästarna Pittsburgh Steelers missade slutspelet på grund av tiebreaking. Detta var den första gången på 16 år som båda de första-seedade lagen har gått vidare till Super Bowl. Saints huvudtränare var Sean Payton, som kom till laget från Dallas Cowboys 2006, och Colts var Jim Caldwell, som blev huvudtränare 2009, efter att ha varit assisterande sedan 2002.
Det var den tionde gången som Super Bowl har hållits i Miami, och den femte på Miami Dolphins hemmaarena Sun Life Stadium. De tidigare fem hölls på Dolphins gamla arena, Miami Orange Bowl. Eftersom matchen hade ett jämnt nummer i ordningen var Colts, som vinnare av AFC, hemmalag, och bar sina blåa hemmatröjor och vita byxor. Saints hade vita tröjor och guldfärgade byxor. Matchen sändes live av CBS (i Sverige av TV6), och i halvtidspausen gjorde det brittiska rockbandet The Who ett framträdande.

## Underhållning och ceremonier

### Före matchen
Carrie Underwood sjöng nationalsången, och Queen Latifa sjöng "America the Beautiful". Att Underwood valdes gör detta till det tredje året i rad som deltagare ur American Idol har valts till att sjunga nationalsången. Jordin Sparks sjöng den under Super Bowl XLII och Jennifer Hudson året därpå. Båda översattes till american sign language (teckenspråk) av Kinesha Battles, en student vid Florida School for the Deaf and Blind.
2010 års nyinvalda i Pro Football Hall of Fame, ledda av Jerry Rice och Emmit Smith, deltog vid slantsinglingen innan matchen. De övriga, Rickey Jackson, Dick LeBeau, Floyd Little, Russ Grimm och John Randle, blev invalda dagen innan.

### Halvtidsshow
Under halvtidsshowen uppträdde The Who som spelade ett medley av deras största hits.